# Diclorvós
Diclorvós ou DDVP são os nomes comerciais do inseticida organofosforado 2,2 diclorovinil dimetilfosfato (C4H7Cl2O4P). Ele é muito utilizado como pesticida por causa de seu efeito knock down que provoca paralisação imediata e morte do inseto. Devido ao seu poderoso efeito inseticida e larvicida, ele também é bastante utilizado no combate as miíases dos animais domésticos (popularmente conhecidas como "bicheiras").